# Annie Hruschka
Annie Hruschka (* 22. April 1867 in Graz, Steiermark; † 15. Juli 1929 in Rein, heute Eisbach) war eine österreichische Schriftstellerin.

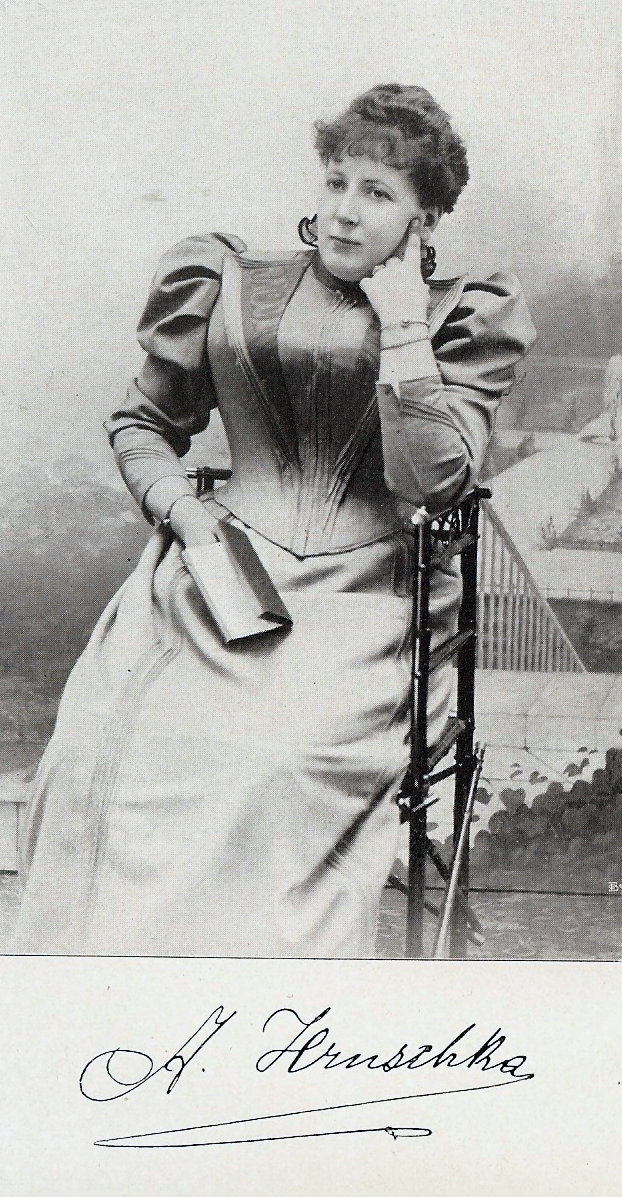
Das einzige bisher vorliegende Bild der Autorin stammt aus ihrem Buch Weltmenschen von 1906

## Leben
Annie Hruschka war die Tochter des Rechtsanwalts Franz Ferdinand Krauß und der Anna geb. Schieß. Sie wurde auf den Namen Anna Antonia Maria Krauß getauft. Sie verfasste zahlreiche Unterhaltungs-, Ehe-, Familien-, Kriminal- und Zeitungsromane. „Als Verfasserin vielgelesener Zeitungsromane ist Annie Hruschka … weit über die Grenzen ihrer Heimat bekannt geworden“.
Mit 23 Jahren heiratete sie 1890 in Graz den in Böhmen gebürtigen k.k. Professor Alois Hruschka (1852–1921), der ebenfalls schriftstellerisch tätig war. Lange Jahre lebte sie zusammen mit ihrem Ehemann in Stuttgart, Prag und Wien. Die letzten Jahre ihres Lebens verbrachte sie wieder in ihrer Heimat Steiermark, in Rein bei Graz. Sie starb im Alter von 62 Jahren an einem Herzfehler und fand in Rein auch ihre letzte Ruhestätte.

## Rezeption
Hruschka verfasste über 120 Romane, darunter auch 52 Kriminalromane resp. Romane mit kriminalistischem Hintergrund. Die meisten ihrer Bücher veröffentlichte sie unter dem Pseudonym Erich Ebenstein, aber sie verwendete auch zwei weitere Pseudoandronyme: Hardy Langen und Niko/Nico Corona. Viele ihrer Romane verfasste Hruschka als Fortsetzungsromane für Tages- bzw. Wochenzeitungen, beispielsweise in ‚Illustrierte Roman-Welt, Die Romanzeitung für Haus und Familie‘; ‚Im traulichen Heim‘; in der ‚Bibliothek der Unterhaltung und des Wissens‘; im beliebten Unterhaltungsblatt für die katholische Familie ‚Alte und Neue Welt‘ oder in der ‚Berliner Hausfrau‘. Interessanterweise erschienen diese auch im Ausland. Später erschienen dann nahezu alle ihre Werke auch in Buchform.
Annie Hruschka hat mit Silas Hempel (neben Auguste Groner mit ihrem Joseph Müller) den ersten berühmten Privatdetektiv der deutschsprachigen Literatur geschaffen. Dass Silas Hempel heute beinahe vergessen ist, bleibt ein ungerechtes Schicksal.

## Werke (Auswahl)
Romane
- Verirrte Seelen. 1899
- Königin Liebe. 1904
- Traumland. 1909
- Des Mannes Dämon. 1917
- Wessen Bild trägst du im Herzen ...?. 1919
- Weltmenschen. Roman. 1906
- Die Prinzessin von Lanka. Roman. 1910
- Der Liebe ewig wechselnd Lied. Roman. 1923
- Verschlungene Lebenspfade. Roman. 1924

Kriminalromane
- Der Hinkende. 1906
- Der Pfarrer von Gamsegg. 1907
- Das einsame Schloß. 1913
- Die große Erbschaft. 1921
- Kain und Abel. Roman. 1924
- Über den Ozean. Kriminalroman. 1915
- Das Geheimnis vom Brintnerhof. Kriminalroman. 1924 (1914/15 als Fortsetzungsroman im "Deutschen Hausschatz", 41. Jahrgang Nr.1-12; auf Holländisch 1920)
- Das silberne Auto. Kriminalroman. 1910
- Das Sterben der gräflichen Familie Koronsky. Kriminalroman. 1933
- Drei Fingerabdrücke. Kriminalroman. 1921
- Das verschwundene Testament. Kriminalroman. 1918
- Der Unbekannte in der Kapelle. Kriminalroman. 1927
- Der Tote aus Brasilien. Kriminalroman. 1926/1927
- Der graue Mann. Kriminalroman. 1910
- Die geheimnisvolle Bucklige. Kriminalroman. 1911
- Schüsse in der Nacht. Kriminalroman. 1914
- Der Feind aus dem Dunkel. Kriminalroman. 1925 (Neuauflage 2021, ISBN 978-3-7437-3901-7)
- Das Geheimnis der Näherin. Kriminalroman. 1929
- Die schöne Amerikanerin. Kriminalroman. 1910